# 兵頭正俊
兵頭 正俊（ひょうどう まさとし 1944年〈昭和19年〉4月4日 - ）は、日本の著作家、元教員。

## 来歴
1944年、鹿児島県に生まれる。営林署（現林野庁）勤務の父の転勤に伴い、幼少時に鹿児島から宮崎県に移住、高校時代までを宮崎で過ごす。
立命館大学を卒業し、そのまま大学院に進学。大学院在学中に全学共闘会議運動に参加し、大学院闘争委員会のレポート提出拒否闘争に賛成したことを契機に大学院を中退。院中退後は東京都の中学校、兵庫県神戸市の高校で国語の教員を勤めた。
2022年6月26日に、転倒して大けがをした事を公表した直後のツイートを最後に更新が行われていない。

## 著作
- 『死間山』鋒刃社、1977年12月25日。全国書誌番号:78018506。
- 『霙の降る情景 : 全共闘記』三一書房、1979年12月。ISBN 9784380792526。
- 『二十歳 : 全共闘記その3』鋒刃社、1979年8月。
- 『ゴルゴダのことば狩り : 喩体の方法』大和書房、1984年8月30日。ISBN 9784479720201。
- 『三月の乾き』三一書房、1985年5月。ISBN 9784380852350。
- 『怜悧の憐れみ』三一書房、1986年11月。ISBN 9784380862267。
- 『空が忘れたこと』岐阜書林、1993年4月。ISBN 9784906446018。